# Eagle Ranger Station
L'Eagle Ranger Station est une station de rangers du comté de Clallam, dans l'État de Washington, aux États-Unis. Protégée au sein du parc national Olympique, elle est inscrite au Registre national des lieux historiques depuis le 13 juillet 2007.